# Панайтан
Пана́йтан, также Панаи́тан (индон. Pulau Panaitan, Принсен) — крупнейший остров в Зондском проливе, расположен вблизи самой западной точки острова Ява. В административном отношении входит в состав округа Пандегланг индонезийской провинции Бантен. Имеет вулканическое происхождение. Полностью входит в состав национального парка Уджунг-Кулон.
В отличие от большинства островов этого региона, Панаитан не так сильно пострадал от извержения вулкана Кракатау 1883 года. Только его северное и восточное побережья подверглись удару цунами.
Площадь острова — около 170 км². Составляет около 21 км в длину и 12,7 км в ширину. Самая высокая точка Панайтана — гора Ракса возвышается на 320 м над уровнем моря. Постоянное население отсутствует.